# Richard Henry Brunton
Pour les articles homonymes, voir Brunton.
Richard Henry Brunton (26 décembre 1841 - 23 avril 1901) est un ingénieur civil et ferroviaire écossais qui fut conseiller étranger au Japon pendant l'ère Meiji. Il est considéré comme le « père des phares japonais. » 

## Biographie
Brunton est né à Muchalls, près d'Aberdeen, en Écosse le 26 décembre 1841. Après avoir travaillé comme ingénieur ferroviaire, il rejoignit les frères Stevenson (David et Thomas Stevenson) qui étaient alors engagés par le gouvernement britannique pour construire des phares.

## Au Japon
Sous pression de l'ambassadeur britannique Harry Smith Parkes qui exigeait que les eaux et les ports du Japon soient sûrs pour la navigation, le gouvernement japonais embaucha les frères Stevenson pour cartographier les côtes et construire des phares. Le travail avait déjà débuté sous la direction du Français Léonce Verny mais à un rythme trop lent pour les Britanniques.
Recommandé au gouvernement japonais par les frères Stevenson, Brunton arriva au Japon en août 1868 pour superviser le projet. En sept ans et demi, il conçut et dirigea la construction de 26 phares de style occidental, et de deux bateaux-phares (il existait des phares japonais avant son arrivée, mais leur structure était trop petite pour qu'ils soient suffisamment efficaces, comme l'ancien phare de Shirasu). Brunton était accompagné de sa femme et de deux assistants.
Brunton établit aussi un système de gardiens de phare, sur le modèle du Northern Lighthouse Board écossais.
Il participa à d'autres projets de construction, et contribua significativement à la conception des aqueducs et du port de Yokohama (ville dans laquelle une statue rappelle sa mémoire). Il aida aussi à fonder la première école japonaise de génie civil.

## Retour en Grande-Bretagne
Il quitta le Japon en mars 1876, et reçut plus tard un prix pour son article « les lumières du Japon. »
Il travaille ensuite pour une firme de Glasgow Young's Paraffin Oil, puis déménagea à Londres en 1881, où il resta jusqu'à sa mort. Il est enterré au cimetière de West Norwood. Sa tombe fut restaurée par la chambre de commerce de Yokohama en 1991.

## Liste des phares japonais de Brunton

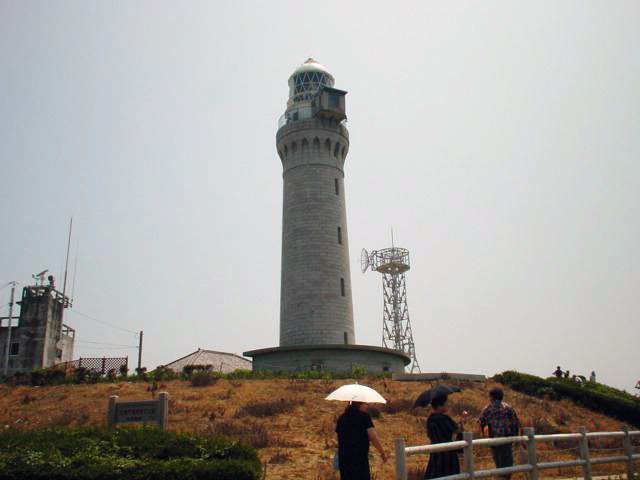
Le dernier des 26 enfants de Brunton situé sur l'île de Tsunoshima.

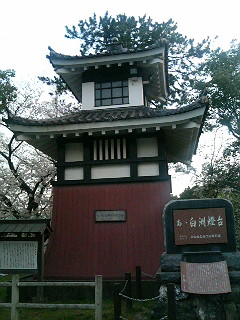
L'ancien phare de Shirasu avant l'arrivée de Brunton situé au château de Kokura.

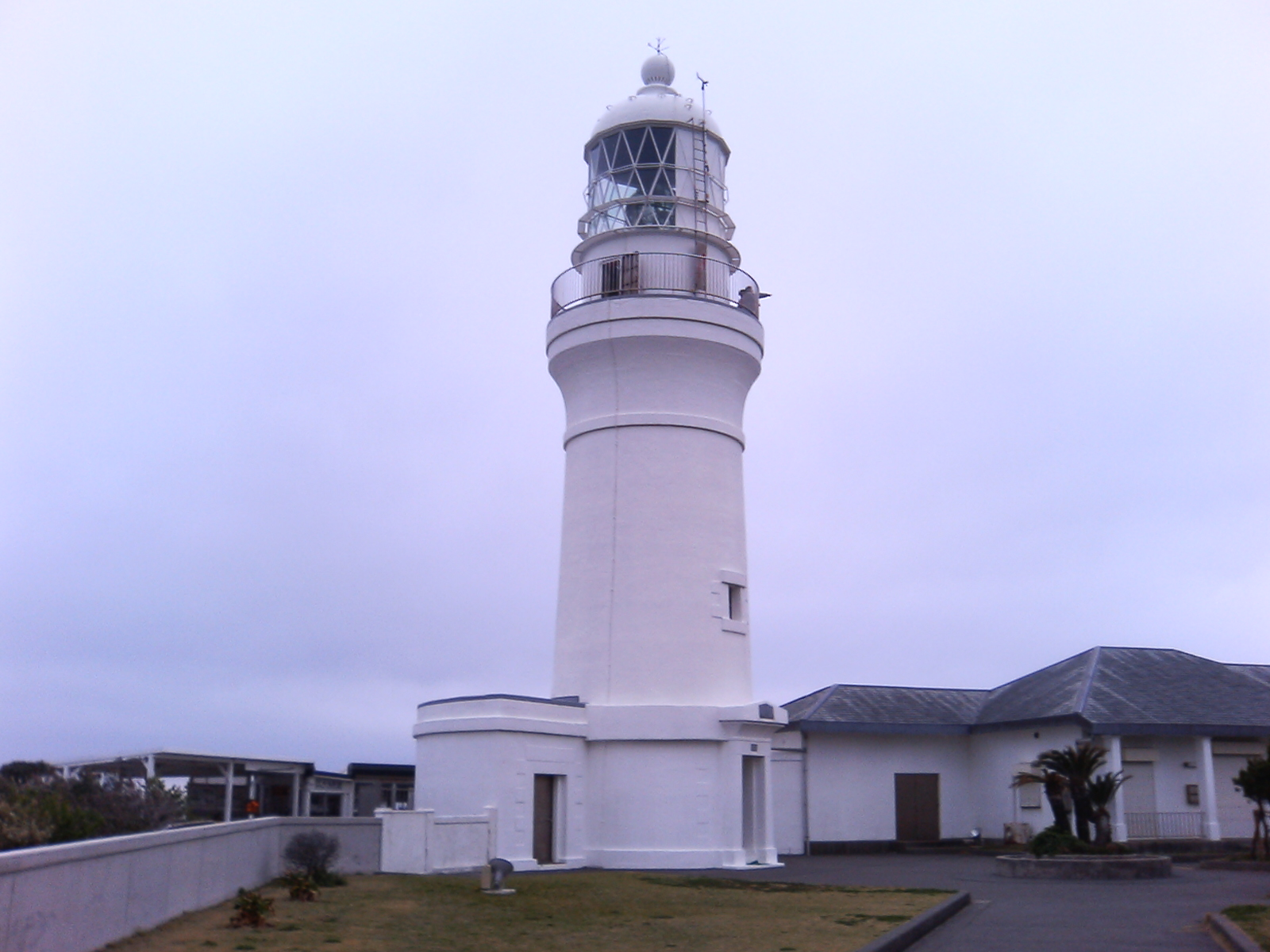
Le phare d'Omaezaki.

Liste des 26 phares (les enfants) construits par Brunton, du nord au sud, et le nom de leurs actuelles localisations après la fusion des communes.
| Français               | Japonais     | Localisation             | Mise en fonctionnement               |
| ---------------------- | ------------ | ------------------------ | ------------------------------------ |
| Phare de Nosappuzaki   | 納沙布岬灯台 | Nemuro, Hokkaidō         | 15 août 1872                         |
| Phare de Shiriyazaki   | 尻屋埼灯台   | Higashidori, Aomori      | 20 octobre 1876                      |
| Phare de Kinkasan      | 金華山灯台   | Ishinomaki, Miyagi       | 1er novembre 1876                    |
| Phare de Inubōsaki     | 犬吠埼燈台   | Choshi, Chiba            | 15 novembre 1874                     |
| Phare de Haneda        | 羽田灯台     | Ōta, Tokyo               | 15 mars 1875 (aujourd'hui fermé)     |
| Phare de Tsurugisaki   | 剱埼灯台     | Miura, Kanagawa          | 1er mars 1871                        |
| Phare de Mikomotoshima | 神子元島灯台 | Shimoda, Shizuoka        | 1er janvier 1870                     |
| Phare de Irōzaki       | 石廊埼灯台   | Minamiizu, Shizuoka      | 5 octobre 1871                       |
| Phare d'Omaezaki       | 御前埼灯台   | Omaezaki, Shizuoka       | 1er mai 1874                         |
| Phare de Sugashima     | 菅島灯台     | Toba, Mie                | 1er juillet 1873                     |
| Phare d'Anorisaki      | 安乗埼灯台   | Ago, Mie                 | 1er avril 1873                       |
| Phare de Tenpōzan      | 天保山灯台   | Minato-ku (Osaka), Osaka | 1er octobre 1872 (aujourd'hui fermé) |
| Phare de Wadamisaki    | 和田岬灯台   | Suma-ku, Kobé            | 1er octobre 1872 (aujourd'hui fermé) |
| Phare d'Esaki          | 江埼燈台     | Awaji, Hyōgo             | 27 avril 1871                        |
| Phare de Kashinozaki   | 樫野埼灯台   | Kushimoto, Wakayama      | 8 juillet 1870                       |
| Phare de Shionomisaki  | 潮岬灯台     | Kushimoto, Wakayama      | 15 septembre 1873                    |
| Phare de Tomogashima   | 友ヶ島灯台   | Wakayama, Wakayama       | 1er août 1872                        |
| Phare de Mutsure-jima  | 六連島灯台   | Shimonoseki, Yamaguchi   | 1er janvier 1872                     |
| Phare de Tsunoshima    | 角島灯台     | Shimonoseki, Yamaguchi   | 1er mars 1876                        |
| Phare de Tsurishima    | 釣島灯台     | Matsuyama, Ehime         | 15 juin 1873                         |
| Phare de Nabeshima     | 鍋島灯台     | Sakaide, Kagawa          | 15 décembre 1872 (aujourd'hui fermé) |
| Phare de Hesaki        | 部埼灯台     | Kitakyūshū, Fukuoka      | 1er mars 1872                        |
| Phare de Shirasu       | 白州灯台     | Kitakyūshū, Fukuoka      | 1er septembre 1873                   |
| Phare d'Eboshijima     | 烏帽子島灯台 | Shima, Fukuoka           | 1er août 1875                        |
| Phare d'Iojimazaki     | 伊王島灯台   | Nagasaki, Nagasaki       | 14 septembre 1871                    |
| Phare de Satamizaki    | 佐多岬灯台   | Minamiosumi, Kagoshima   | 20 novembre 1871                     |

## Mémoires
Bruton raconta son séjour au Japon dans un mémoire intitulé Pioneer Engineering in Japan: A Record of Work in helping to Re-Lay the Foundations of Japanese Empire (1868-1876). Ce document ne fut cependant pas publié avant les années 1990, lorsqu'il fut imprimé par deux éditeurs différents sous deux titres différents : Building Japan 1868-1876 et Schoolmaster to an Empire: Richard Henry Brunton in Meiji Japan, 1868-1876.
Le premier, édité par William Elliot Griffis, contient le texte (avec quelques modifications légères), des photos et des illustrations. Le deuxième prétend être fondé sur un manuscrit antérieur à la version de Griffis.
- Building Japan 1868-1876 par Richard Henry Brunton avec une introduction de Hugh Cortazzi (en), Japan Library Limited, 1991,  (ISBN 1-873410-05-0)

- Schoolmaster to an Empire par R. Henry Brunton, publié par Edward R. Beauchamp, Greenwood Press, 1991,  (ISBN 0-313-27795-8)